# اندیس مکی۲
مکی۲ یک اندیس مصالح ساختمانی است که در حوالی شهر چانف استان سیستان و بلوچستان قرار دارد و مادهٔ معدنی موجود در آن، سنگ آهک است. سنگ میزبان این اندیس سنگ آهک و سنگ آهک سلیتی است و دیرینگی آن به دوران کرتاسه بالایی می‌رسد. 